# Kara no Kyōkai
Kara no Kyōkai – the Garden of sinners (空の境界 lit. "Fronteras del vacío"?) es una serie de novelas ligeras escritas por Kinoko Nasu e ilustrada por Takashi Takeuchi. También es conocida con el apodo de Rakkyo (らっきょ?).
Originalmente, sus capítulos fueron publicados de manera independiente en línea o en Comikets entre octubre de 1998 y agosto de 1999, y luego fueron republicados por la editorial Kōdansha, recopilando los capítulos en dos volúmenes en 2004, y posteriormente en una nueva edición de tres volúmenes entre 2007 y 2008. Desde entonces, dos novelas adicionales que expanden la historia han sido publicadas. El estudio Ufotable realizó una adaptación como serie de siete largometrajes de anime entre 2007 y 2009, adaptando el epílogo de la novela en un episodio de formato OVA lanzado en 2011. Un último largometraje fue realizado y estrenado en 2013, adaptando la historia de una novela adicional. Una adaptación a manga ilustrado por Tenkuu Sphere comenzó a serializarse en la revista en línea Saizensen de Seikaisha a partir de septiembre de 2010.

## Argumento
Situada en la ciudad japonesa de Mifune (観布), predominantemente a finales de la década de 1990, Kara no Kyōkai sigue la historia de Shiki Ryōgi, una joven adolescente criada como cazadora de demonios que tras sobrevivir un fatal accidente adquirió los "ojos místicos de percepción mortal", los cuales le dan la capacidad de ver la "muerte" de cualquier entidad en forma de líneas y puntos. Cualquier corte, trazado en esa línea, conduce a la destrucción irreversible de la esencia del objeto. También relata los esfuerzos inquebrantables de Mikiya Kokutō por acercarse a ella cuando aún eran estudiantes de secundaria y la evolución de su relación. Después de obtener el control sobre su habilidad, Shiki consigue un trabajo en la agencia de detectives de Tōko Aozaki, Garan no Dō, donde investiga varios casos sobrenaturales que tienen lugar en Mifune y trata de encontrar el significado de su propia existencia.
La obra está construida a partir de capítulos separados, cada uno de los cuales contiene su propia historia y diferentes antagonistas. Tanto la novela ligera como las películas son presentadas en orden no-cronológico, con cada capítulo/largometraje funcionando como parte de una narrativa colectiva.
Siendo uno de los primeros trabajos de Kinoko Nasu, introduce algunos de los conceptos fundamentales del universo de los trabajos de Type-Moon, como las almas, los Registros akáshicos/La "raíz" o "fuente", la contrafuerza, la magia, la hechicería y los ojos místicos.
Existe una notable correspondencia entre Kara no Kyōkai y otras series de TYPE-MOON, ejemplo de lo anterior es la similitud de las habilidades de la protagonista de Kara no Kyōkai, Shiki Ryōgi, y las de Shiki Tohno, de Tsukihime. Así mismo, Aoko Aozaki, personaje aparecido en Tsukihime y protagonista de Mahōtsukai no Yoru, es hermana de Tōko Aozaki. El personaje de Tōko Aozaki también toma relevancia brevemente dentro del final verdadero de la ruta Heaven's Feel de Fate/stay night.

## Personajes principales
Shiki Ryōgi (両儀式 Ryōgi Shiki?) es el personaje principal, posee un deseo subconsciente de matar. La única persona cercana a Shiki es su excompañero de clase Mikiya Kokutō. Durante los años escolares, había dos personalidades diferentes dentro de Shiki - la femenina "Shiki" (式?) y la masculina "SHIKI" (織?), quienes estaban en un conflicto interno, que resultó en la supresión continua del principio masculino, que, como creía Shiki, "no sabía nada más que el asesinato". Posee los "ojos místicos de percepción mortal" (直死の魔眼 chokushi no magan?), los cuales le dan la capacidad de ver la "muerte" de cualquier entidad en forma de líneas y puntos. Cualquier corte, trazado en esa línea, conduce a la destrucción irreversible de la esencia del objeto.
Seiyū: Maaya Sakamoto (película), Tomoko Kawakami (CD drama).
Mikiya Kokutō (黒桐幹也 Kokutō Mikiya?) es un amigo de Shiki que se ha enamorado de ella desde la escuela secundaria. Mientras Shiki estaba en coma, la cuidó durante dos años. Consiguió un trabajo como empleado en la firma de Tōko Aozaki, donde se dedica al procesamiento analítico de información. Contrarresta el impulso interno de Shiki de matar.
Seiyū: Ken'ichi Suzumura (película), Kentarō Itō (CD drama).
Tōko Aozaki (蒼崎 橙子 Aozaki Tōko?) es una hechicera especializada en la creación de títeres. Estudió en la academia de magia de la Asociación de Magos (魔術 協会 Majutsu Kyōkai?) en Londres con Sōren Araya. Es la directora de la empresa Garan no Dō (伽藍の堂 lit. "El altar vacío"?). Inmediatamente después de salir del coma, ayudó a Shiki a aprender a controlar los ojos místicos.
Seiyū: Takako Honda (película), Kikuko Inoue (CD drama).
Azaka Kokutō (黒桐鮮花 Kokutō Azaka?) es la hermana menor de Mikiya. A pesar de su relación de sangre, desde la infancia, ella está enamorada de Mikiya y está celosa de él por Shiki. Está estudiando magia con Tōko Aozaki y recibe su educación básica en la Academia de Mujeres de Reien (礼園女学院 Reien Jogakuin?). En el dormitorio de la academia, vive en la misma habitación con la adivina del futuro Shizune Seo (瀬尾 静音 Seo Shizune?). Tiene la capacidad de provocar ignición con magia.
Seiyū: Ayumi Fujimura (película), Yukari Tamura (CD drama).

## Producción

### Novela ligera
Kara no Kyōkai fue creada en octubre de 1998 como una serie de cinco capítulos, publicada en línea en el sitio web Takebōki (竹箒?), un sitio dōjin de los creadores Nasu y Takeuchi, siendo sus dos últimos capítulos lanzados en el Comiket 56 de agosto de 1999. Nasu y Takeuchi luego formaron Type-Moon y, en 2001, se incluyó una parte del libro en el fandisk de Tsukihime de 2001, "Tsukihime PLUS-DISC", que lo vio ganar popularidad, lo que dio al lanzamiento de una publicación de dōjinshi en el Comiket 61 del 30 de diciembre de 2001. 
El 6 de agosto de 2004 la editorial Kōdansha editó la serie comercialmente, recopilando la historia en dos volúmenes, gozando de inmensa popularidad, al venderse casi de inmediato 5,000 ediciones limitadas de la novela. Posteriormente la serie fue reeditada en una nueva versión con los capítulos distribuidos a lo largo de tres volúmenes. Se han vendido más de 700,000 copias de ambas ediciones de Kara no Kyōkai.
Del Rey Manga anunció la publicación de la novela en el primer volumen en inglés de la revista Faust, editada el 19 de agosto de 2008. Sin embargo, Del Rey cesó sus operaciones antes de que pudieran lanzar dichas novelas.
Un nuevo capítulo, Shūmatsu Rokuon (終末録音?), fue entregado como regalo a aquellos que atendieron a ver en cines el largometraje de Mirai Fukuin.
El 30 de enero de 2018, como celebración por el 20.º aniversario de la serie, la novela fue republicada en tres volúmenes de tapa dura, de los cuales los primeros dos incluyen los capítulos originales de la serie, y el tercero recopila las historias adicionales Mirai Fukuin y Shūmatsu Rokuon. También fue lanzada una edición limitada incluyendo los tres volúmenes con un estuche contenedor, además de una nota especial del autor, Kinoko Nasu.

#### Lista de novelas
| 1 | 15 de noviembre de 2007 | ISBN 978-4-06-275892-5 |
| - 1/ "Vista panorámica" (俯瞰風景, Fukan Fūkei) Thanatos. - 2/ "Especulación de asesinato – Parte 1" (殺人考察(前), Satsujin Kōsatsu (Zen)) ...and nothing heart. - 3/ "Sensación remanente de dolor" (痛覚残留, Tsūkaku Zanryū) ever cry, never life. |                         |                        |
| 2 | 14 de diciembre de 2007 | ISBN 978-4-06-275920-5 |
| - 4/ "El altar vacío" (伽藍の洞, Garan no Dō) garan-no-dou. - "Intervalo" (境界式, Kyōkai Shiki) - 5/ "Paradoja espiral" (矛盾螺旋, Mujun Rasen) Paradox Paradigm.                                                                                     |                         |                        |
| 3 | 16 de enero de 2008     | ISBN 978-4-06-275946-5 |
| - 6/ "Recuerdos borrados" (忘却録音, Bōkyaku Rokuon) Fairy Tale. - 7/ "Especulación de asesinato – Parte 2" (殺人考察(後), Satsujin Kōsatsu (Go)) …not nothing heart. - "Epílogo/Las fronteras del vacío" (終章/空の境界, Owari Shō / Kara no Kyōkai)  |                         |                        |

#### Novelas adicionales
| N.º | Título | Fecha de lanzamiento | ISBN original          |
| --- | --- | --- | ---------------------- |
| 1   | «Evangelio futuro - recalled out summer» «Mirai Fukuin - recalled out summer» (未来福音 recalled out summer?)              | 16 de agosto de 2008 (Comiket 74, dōjin) 11 de noviembre de 2011 (Kōdansha)                                                      | ISBN 978-4-06-138919-9 |
| 2   | «Últimos recuerdos - the Garden of Oblivion» «Shūmatsu Rokuon - the Garden of Oblivion» (終末録音 the Garden of Oblivion?) | 28 de septiembre de 2013 (bonus entregado en el estreno del largometraje Mirai Fukuin) 30 de enero de 2018 (Kōdansha, tapa dura) | ISBN 978-4-06-511014-0 |

### Manga
Actualmente se encuentra en serialización una adaptación a manga escrita e ilustrada por Tenkū Sphere. Se publica en la revista web Saizensen desde el 15 de septiembre de 2010. Los volúmenes recopilatorios son publicados por Kōdansha.

### CD drama
El 9 de agosto de 2002 fue publicado un CD drama guionizado por Ōmori Rice, basado en el primer capítulo de la novela, Fukan Fūkei. El mismo cuenta con interpretaciones realizadas por actores de voz diferentes de los que finalmente trabajarían en la serie de largometrajes.

### Películas animadas
Kara no Kyōkai fue adaptada a una serie de películas de anime, dividida en siete capítulos, que fueron animados por el estudio ufotable. Los siete largometrajes fueron estrenados en cines japoneses entre el 1° de diciembre de 2007 y el 8 de agosto de 2009. Así mismo, con relación al estreno de la serie de películas, las novelas fueron reimpresas en tres volúmenes con nuevas ilustraciones de portada.
Un estreno en Estados Unidos del quinto capítulo se celebró el 22 de mayo de 2009 en la convención Anime Boston.
La edición japonesa en Blu-ray de la serie contiene, además de los siete anteriores, un capítulo nuevo, Gekijō-ban Kara no Kyōkai Shūshō: Kara no Kyōkai, de una duración de 33 minutos, y material extra, como un libro de ilustraciones y una compilación con material de los seis primeros capítulos, titulada Remix -Gate of seventh heaven-, entre otros.
Una conversión a 3D del primer largometraje bajo el título de Fukan Fūkei 3D (俯瞰風景 3D?) fue estrenada el 13 de julio de 2013.
Una conversión a formato de serie de televisión fue emitida entre julio y septiembre de 2013. Esta versión reconstruye la historia de los primeros siete largometrajes en orden semi-cronológico pero omitiendo completamente los capítulos 5 y 6.
Una nueva película, Mirai Fukuin (未来福音?), fue estrenada el 28 de septiembre de 2013, consiguiendo una recaudación de US$1,710,413 hasta el 20 de octubre de 2013. Aniplex of America lanzó la película en Blu-ray (ahora incluyendo el subtítulo -recalled out summer-) junto a Mirai Fukuin – Extra Chorus a finales de abril de 2015. Aniplex también lanzó la edición importada de Japón de las primeras siete películas en noviembre de 2015.
Cada uno de los temas de cierre de los largometrajes fueron interpretados por Kalafina, un proyecto formado por Yuki Kajiura. Exceptuando los temas de Mirai Fukuin, todas las canciones fueron incluidas en el álbum Seventh Heaven.
Hasta la fecha, no hay planes de realizar una animación de la última novela, Shūmatsu Rokuon.
En febrero de 2018, todos los largometrajes y especiales, a excepción de la película recopilatoria Remix -Gate of seventh heaven-, fueron añadidos al catálogo latinoamericano de la plataforma Crunchyroll con subtítulos al español.

#### Lista de películas
| # | Título | Director           | Duración | Estreno                                                    |
| --- | --- | ------------------ | -------- | ---------------------------------------------------------- |
| 1 | «Thanatos (Vista panorámica)» «Fukan Fūkei» (俯瞰風景)                                                      | Ei Aoki            | 48 mins  | 1 de diciembre de 2007 13 de julio de 2013 (conversión 3D) |
| Se están produciendo una serie de suicidios en la ciudad, aparentemente inexplicables. Shiki está muy interesada en la situación, así que se acercará al sitio donde se producen para investigarlo.                                                            | |                    |          |                                                            |
| 2 | «…y nada en el corazón / Especulación de asesinato (Primera parte)» «Satsujin Kōsatsu (Zen)» (殺人考察(前)) | Takuya Nonaka      | 58 mins  | 29 de diciembre de 2007                                    |
| La historia echa la vista atrás, hasta una época donde Mikiya y Shiki aún estaban en la escuela. Allí, Shiki le cuenta a Mikiya su gran secreto, la existencia de un ser conocido como SHIKI.                                                                  | |                    |          |                                                            |
| 3 | «siempre llora, nunca vive (Sensación de dolor remanente)» «Tsūkaku Zanryū» (痛覚残留)                      | Mitsuru Obunai     | 56 mins  | 9 de febrero de 2008                                       |
| Nuevamente en la ciudad se están produciendo asesinatos un tanto brutales. Eso pone tras la pista a Shiki y también a Mikiya, aunque cada uno por separado. | |                    |          |                                                            |
| 4 | «garan-no-dou (Altar vacío)» «Garan no Dō» (伽藍の洞)                                                       | Shinichi Takiguchi | 46 mins  | 24 de mayo de 2008                                         |
| Shiki tuvo un accidente que casi le cuesta la vida. Por mediación de Mikiya, Tōko va al hospital para conocer a Shiki y ayudarla a retomar su vida. | |                    |          |                                                            |
| 5 | «Paradigma paradoja (Paradoja espiral)» «Mujun Rasen» (矛盾螺旋)                                            | Takayuki Hirao     | 114 mins | 16 de agosto de 2008                                       |
| Shiki conoce por casualidad a un muchacho llamado Tomoe que cambiará su vida. Pero ¿qué tiene de casualidad o de inevitable ese encuentro? | |                    |          |                                                            |
| 6 | «Recuerdos borrados (Cuento de Hadas)» «Bōkyaku Rokuon» (忘却録音)                                          | Takahiro Miura     | 58 mins  | 20 de diciembre de 2008                                    |
| Azaka, la hermana menor de Mikiya, es aprendiz de magia bajo la tutela de Tōko Aozaki. En su escuela un viejo incidente parece haber provocado toda una ola de acontecimientos, así que con la ayuda de Shiki, intenta averiguar la verdad.                    | |                    |          |                                                            |
| 6.5 | «Remix -Gate of seventh heaven-»                                                                            | Varios             | 61 mins  | 14 de marzo de 2009                                        |
| Recopilación de escenas de los primeros seis largometrajes en orden cronológico. | |                    |          |                                                            |
| 7 | «…y nada en el corazón / Especulación de asesinato (Segunda parte)» «Satsujin Kōsatsu (Kou)» (殺人考察(後)) | Shinsuke Takizawa  | 121 mins | 8 de agosto de 2009                                        |
| Una nueva oleada de asesinatos lleva a Mikiya a pensar que Shiki es la responsable. Todo parece coincidir, pero no quiere creer que ella sea capaz de hacer tal cosa. Una misteriosa droga lo llevará a encontrar la pista que necesita para resolver el caso. | |                    |          |                                                            |
| 8 | «Epílogo» «Shūshō» (終章)                                                                                   | Hikaru Kondo       | 33 mins  | 2 de febrero de 2011                                       |
| Kokutō conversa con Shiki, pero no con Shiki ni con SHIKI, con Shiki Ryōgi, quien está entre ambos y le ayuda a profundizar en su entendimiento sobre Shiki.                                                                                                   | |                    |          |                                                            |
| 9 | «Recalled Out Summer» «Mirai Fukuin» (未来福音)                                                             | Tomonori Sudou     | 89 mins  | 16 de septiembre de 2013                                   |
| Una adivina se involucra con la existencia de Shiki Ryōgi. | |                    |          |                                                            |
| 9.5 | «Recalled Out Summer - Extra Chorus» «Mirai Fukuin – Extra Chorus» (未来福音 EXTRA CHORUS)                  | Tomonori Sudou     | 32 mins  | 28 de septiembre de 2013                                   |
| Con una Shiki acostumbrándose a su brazo protésico, cuidar del gato de Mikiya le hará comprender mejor sus sentimientos y avanzar en la relación con él. | |                    |          |                                                            |